# Jimmy Wilson (Pianist)
Jimmy Wilson ist ein US-amerikanischer Pianist und Rockabilly-Musiker. Wilson war Studiomusiker für Sun Records und spielte auch in Billy Lee Rileys Little Green Men.

## Leben
Billy Lee Riley beschrieb Wilson wie folgt: „Wilson war anders als alle, die ich kannte. Er hatte mit keinem auf der Welt eine Gemeinsamkeit. In der einen Minute kam er rein und in der nächsten war er wieder weg.“. Wilson tauchte bei Sun Records zum ersten Mal im April 1956 auf, als Riley für Sun seine erste Single aufnahm und Wilson in dessen Begleitband spielte. Gegen Ende des Jahres engagierte Sam Phillips Wilson für reguläre Arbeiten als Sessionmusiker. In den folgenden zwei Jahren spielte er auf Aufnahmen von Johnny Cash, Warren Smith, Billy Lee Riley, Ray Scott und anderen. Wilson zeigte Sam Phillips, dass man mit dem Klavier einen härteren Klang erzeugen kann, wenn man Reißzwecken an den Hämmern des Klavieres anbringt. Diese Methode wurde später auf Sun-Aufnahmen genutzt und trug zum bekannten „Sun-Sound“ bei. Wilson trat auch professionell in Memphis unter dem Namen „Jan Dillard“ auf.
Seine früheren Kollegen sind sich in Interviews einig, das Wilson geistig gestört war. Er wohnte in einer kleinen Wohnung über Taylor’s Café in der Union Avenue, gleich neben dem Sun-Studio, zeitweise auch mit dem Bassisten und Sun-Musiker Jimmy Evans zusammen, seinem einzigen bekannten Freund. Gene Simmons erinnerte sich daran, dass Wilson eine Vorliebe für Waffen hatte und sich lieber mit seiner Waffensammlung beschäftigte, als zu arbeiten. Auf einer Tournee feuerte Wilson einmal aus dem Tourbus auf Passanten, ein anderes Mal zündete er eine selbstgebaute Rakete aus seiner Wohnung; danach wurde er aus dem Haus geworfen.
Wilsons hatte einen Waschbären als Haustier, den er eines Tages im Studio erstach und dann dort liegen ließ. Auf der Bühne zeigte Wilson die Abart, mitten im Lied aufzuhören oder etwas ganz anderes zu spielen. Billy Lee Riley erinnerte sich wie folgt daran: „Ich habe ihn auf der Bühne erlebt, wie er eine Rocknummer einfach fantastisch spielte. Dann, urplötzlich, überlegte er es sich anders und hörte einfach auf zu spielen und starrte nur geradeaus. Anschließend fing er an, mitten im Stück Chopin oder sowas zu spielen. Wir brüllten ihn an und er spielte wieder Rock'n'Roll.“
Ähnliche Erfahrungen muss auch Gordon Terry gemacht haben, der Wilson 1958 in seine Band „The Tennesseans“ aufnahm. In Memphis hatte Wilson sich von Bekannten Geld geliehen und hatte dann Memphis einfach verlassen, um nach Kalifornien zu ziehen. Mit Terrys Band spielte er bis ungefähr 1960 im Foothill Club in Los Angeles und ist auch in einer Sendung der Town Hall Party zu sehen, wie er zuerst mit Gordon Terry auftrat und später auch Johnny Cash auf dem Klavier begleitete.
Wilson heiratete später die Tochter von „Nudie the Rodeo Tailor“. „Er hat fünf Jahre lang mit uns gespielt und niemand weiß, woher er kam oder was mit ihm passiert ist“, sagte Billy Lee Riley später.

## Originalzitate
1. ↑  „Wilson was not like anyone I knew. He had nothing in common with anyone in the world. He was in one minute and out the next“
2. ↑  „I’ve seen him on stage playing a rock number just great, then, all of a sudden, he’d have a change come over him and he’d just quit playing and be staring straight ahead. Then he’d start playing Chopin or something right in the middle of the song. We’d holler at him and he’d start playing rock’n’roll again.“
3. ↑  „He played with us for five years and nobody knows where he came from or what happened to him.“